# Diplazium rivale
Diplazium rivale là một loài thực vật có mạch trong họ Woodsiaceae. Loài này được (Baker) Diels miêu tả khoa học đầu tiên năm 1899.